# Coron (urbanismo francés)

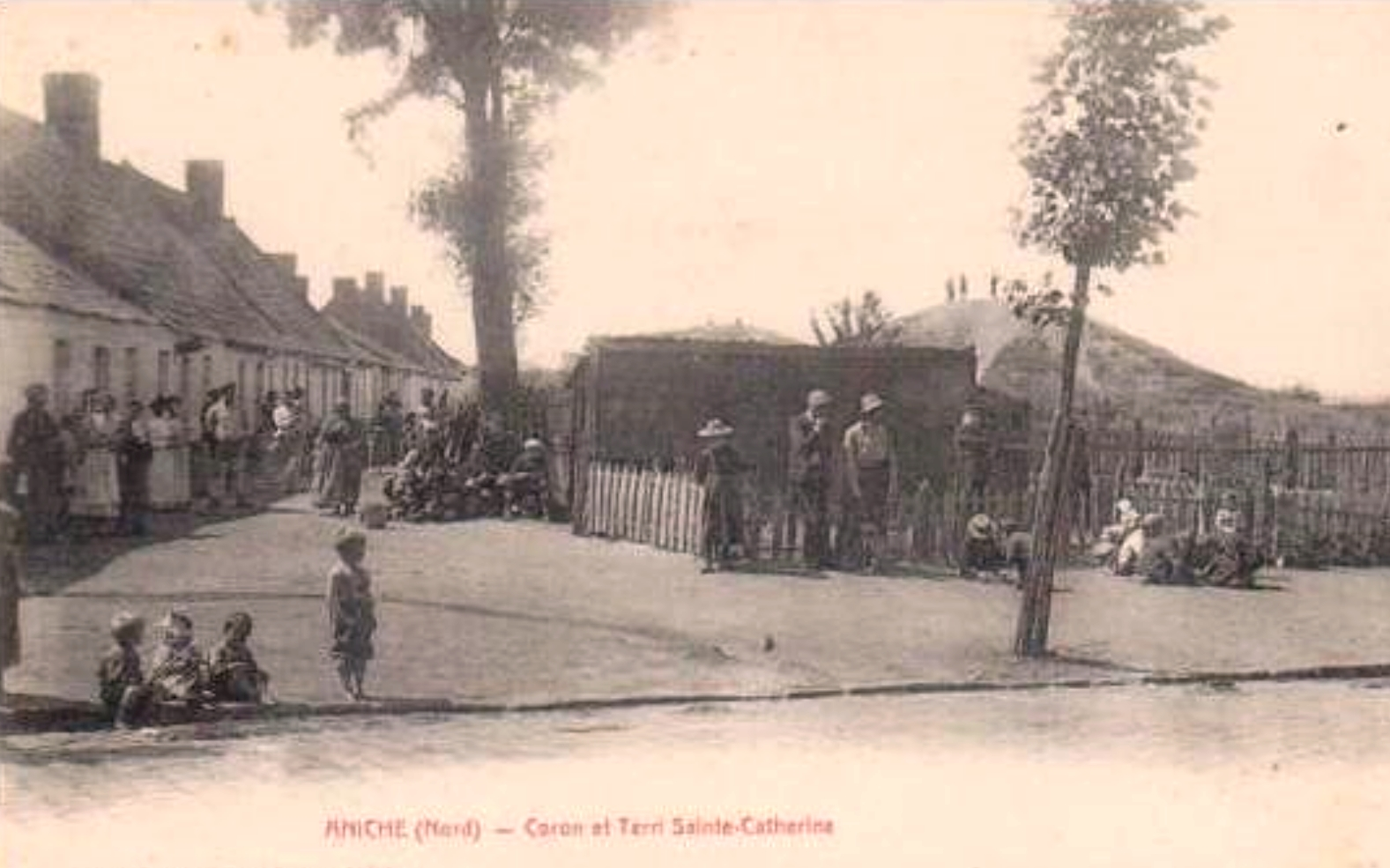
Escombrera Sainte-Catherine, en Aniche a principios del.

Un coron (en francés, y del valón coron, designando primero la extremidad, la esquina de una calle y luego de un barrio obrero, del término latín cornus, "esquina") es una habitación obrera típica de las regiones de Europa occidental. Se usaba durante la revolución industrial (segunda mitad del siglo XIX) gracias a la extracción del carbón y a la siderurgia. Los corons constituían barrios de viviendas estrechas unifamiliares, con una planta y un huerto pequeño detrás.

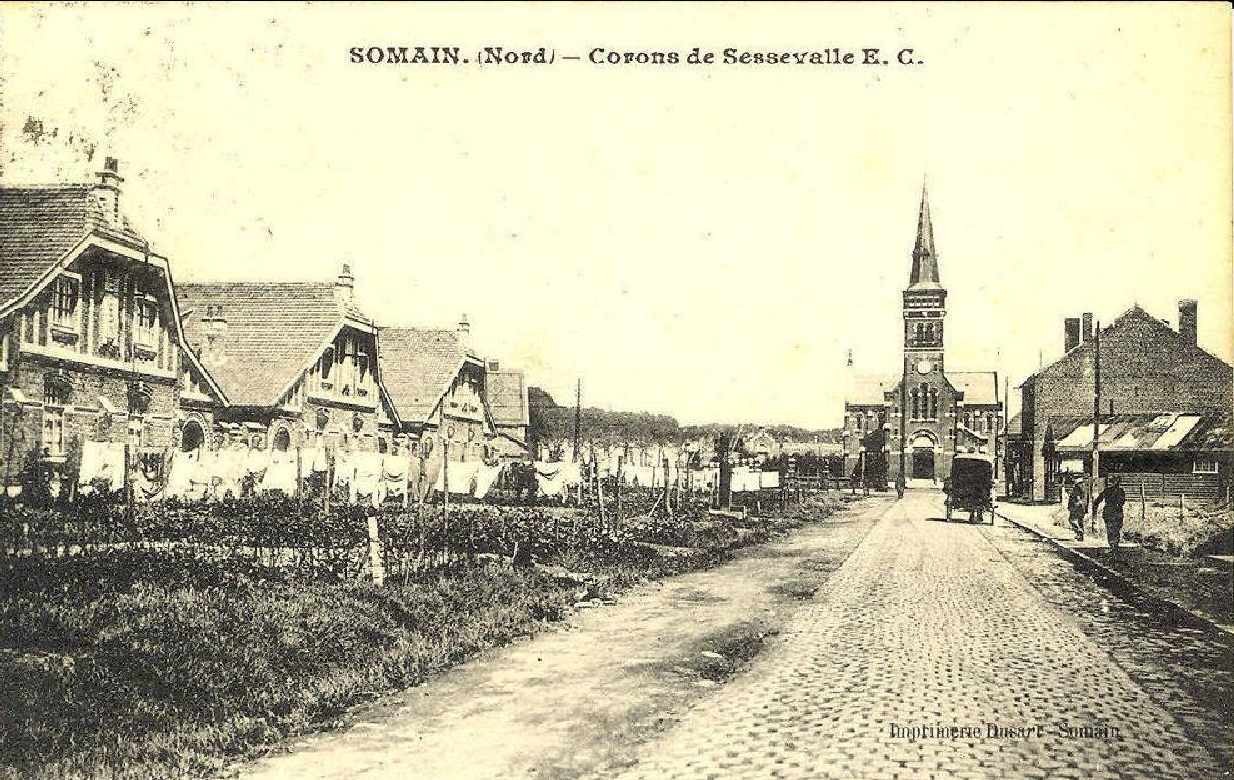
Los corons y huertos de De Sessevalle en Somain, a lo largo de la calle de adoquines de la iglesia.

## Definición
Las sociedades industriales (las minas de hulla por ejemplo) solían ser propietarios de estas viviendas obreras en las que vivían sus empleados. Los corons estaban adosados o cerca de las fábricas y solían tener huertos compartidos.
Algunos corons fueron restaurados y declarados patrimonio industrial, como varias minas del norte de Francia en la Cuenca minera de Norte-Paso de Calais, o en Bélgica como el Grand-Hornu.
Los corons fueron inmortalizados por el escritor Émile Zola, en su novela Germinal en 1885, y el cantante Pierre Bachelet, en su canción Les Corons, escrita en 1982.

## Distinciones
Diferentes tipos de corons han cohabitado. Algunos representaban un real progreso (al menos por la época) en cuanto a la salubridad con respecto a los focos de contagio de cólera representados por la nociva arquitectura de courée" de Lille (patio situado en el interior de un bloque, accesible por un pequeño pasillo desde la calle, y rodeado de viviendas de dos habitaciones superpuestas, con baño y un punto de agua comunes en medio del patio).

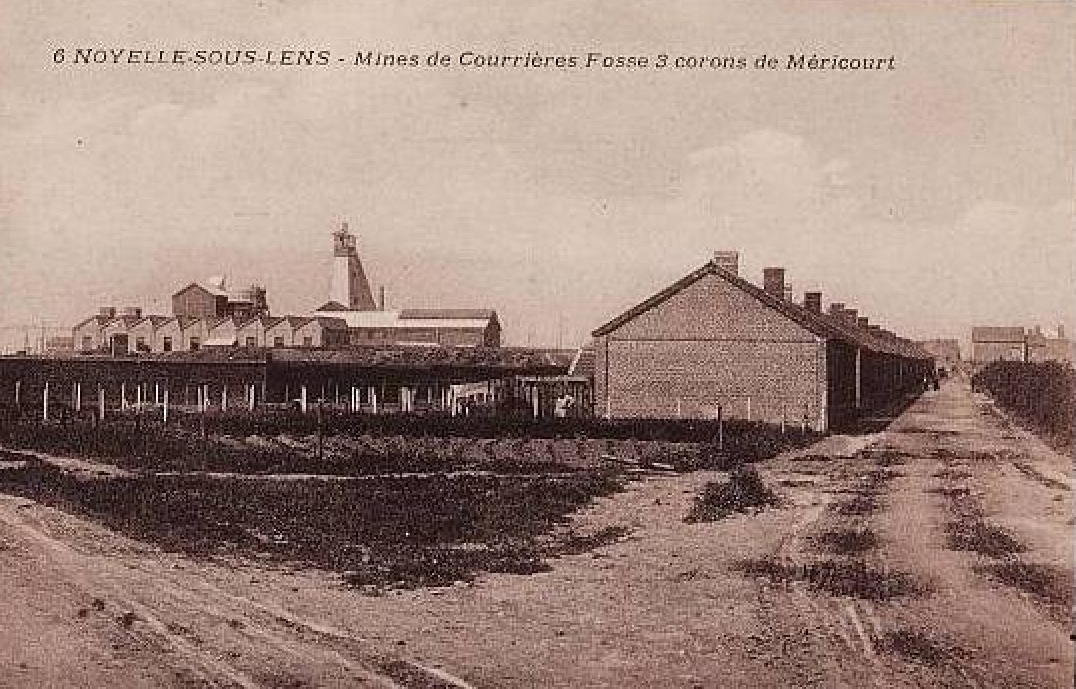
Coron de Méricourt en Noyelles-sous-Lens con tejado a un agua, contiguo a las instalaciones de las 3 minas de Courrières.

La distinción entre coron y colonia minera (ver colonia obrera) se basa en si las casas están adosadas unas a otras: lo están en el coron (por eso, da un efecto de una “pared de ladrillo” a lo largo de la calle), al contrario de la colonia (donde las casas son individuales o gemelas).
Cronológicamente, los corons aparecen después de las courées, los primeros son más típicos de la minería y de la industria pesada del siglo XIX, mientras que las segundas lo son del textil. También, se asocia más las courées con los centros de las ciudades, y los corons con las ciudades recientemente creadas en la periferia. 
Hoy en día, tras varias renovaciones sucesivas, los corons y las courées son muy codiciados. A veces, todavía se puede distinguir su estado de origen por la ubicación absurda del cuarto de baño (se accede a la planta baja, por la cocina), debido al añadido tardío de este baño que se solía construir después de la casa.